# Csiu-hua-hegy
A Csiu-hua (Jiuhua)-hegy (kínai: 九华山, pinjin: Jǐuhuá Shān, „Kilenc dicsőséges hegy”) a kínai buddhizmus négy szent hegye közül az egyik (a másik három a Vutaj-hegy, az Omej-hegy és a Putuo-hegy) Kínában, Anhuj tartományban. Népszerűek az ősi templomai és a gazdag természeti környezet.
A hegy több templomát és szent helyét ajánlották Ksitigarbha (kínaiul Ti-cang (Dìzàng), 地藏), japánul Dzsizó) bodhiszattvának, aki a buddhista kozmológia szerint a pokollakók védőistene a mahájána buddhista hagyományban. A kínai buddhizmus gyakorlói gyakran zarándokolnak el Anhuj tartományba és megmásszák a Nagyobb Tientaj-csúcsot, amelyet a Csiu-hua (Jiuhua)-hegy 99 csúcsa közül a legfontosabbnak tartanak, jóllehet nem ez a legmagasabb, hanem a Csin-hua (Jinhua)-hegy.

## Története
A Csiu-hua (Jiuhua)-hegy neve Ling-jang-hegy volt a Han-dinasztia korában, majd a Liang- és a Csen-dinasztia korában úgy nevezték, hogy Csiu-ce (Jiuzi)-hegy (九子山). Egy legenda szerint ellátogatott a hegyhez Li Paj neves kínai költő, aki azt írta, hogy "A csoda két ágra oszlik, a szent hegy kilenc dicsőséget teremt" (妙有分二气，灵山开九华). Így kapta a szent hegy a Csiu-hua (Jiuhua), „Kilenc dicsőséges” nevet.
719-ben Kim Csiao-csüe, Silla királyság (ma Dél-Koreához tartozik) hercege a Csiu-hua (Jiuhua)-hegyhez utazott, ahol 75 éven át végzett spirituális gyakorlatokat. 99 éves korában meghalt, ám a teste sokáig megmaradt épségben. Mivel külsőre hasonlított Ti-cang bodhiszattvához, a szerzetesek úgy vélték, hogy az ő reinkarnációja volt ténylegesen. Így vált később Ti-cang bodhiszattva a Csiu-hua (Jiuhua)-hegy bodhimandájává (megvilágosodási hely). A Ming- és a Csing-dinasztiák aranykorában 360 templom állt a hegyen, amelyekben 4-5000 szerzetes és apáca élt. A hegy nem csak a buddhista kultúrájáról nevezetes, hanem a természeti szépségeiről, régi fenyőiről, zöld bambusz erdeiről, különleges szikláiról, vízeséseiről, patakjairól és barlangjairól egyaránt. 1979-es megnyitása óta a Csiu-hua (Jiuhua)-hegy nagy hírnevet szerzett a délkelet-ázsiai országok buddhista zarándokai számára.

## Templomok
A Csiu-hua-hegy nevesebb templomai közé tartozik:
- Hua-cseng templom
- Kuo-csing templom
- Ta-pej-lou templom
- Paj-szuj-kung templom
- Csi-jüan-szi templom
- Zsou-sen templom
- Tian-csi templom
- Csan-tan-lin templom
- Csi-jüan templom

## Galéria

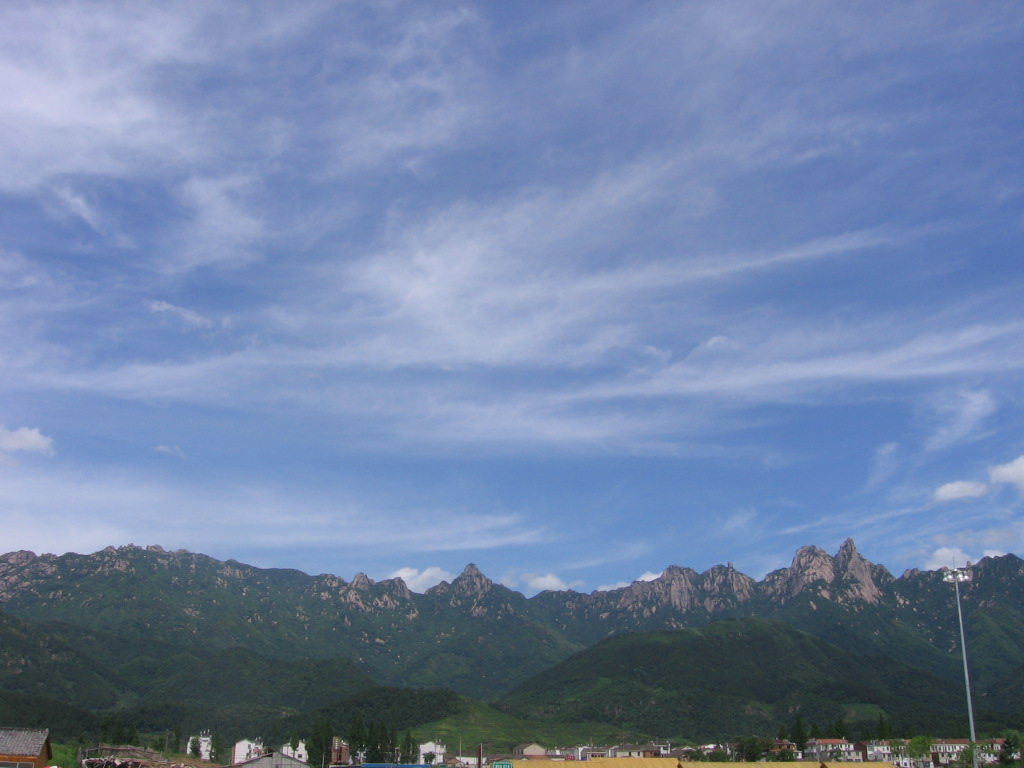
A Csiu-hua-hegy látványa
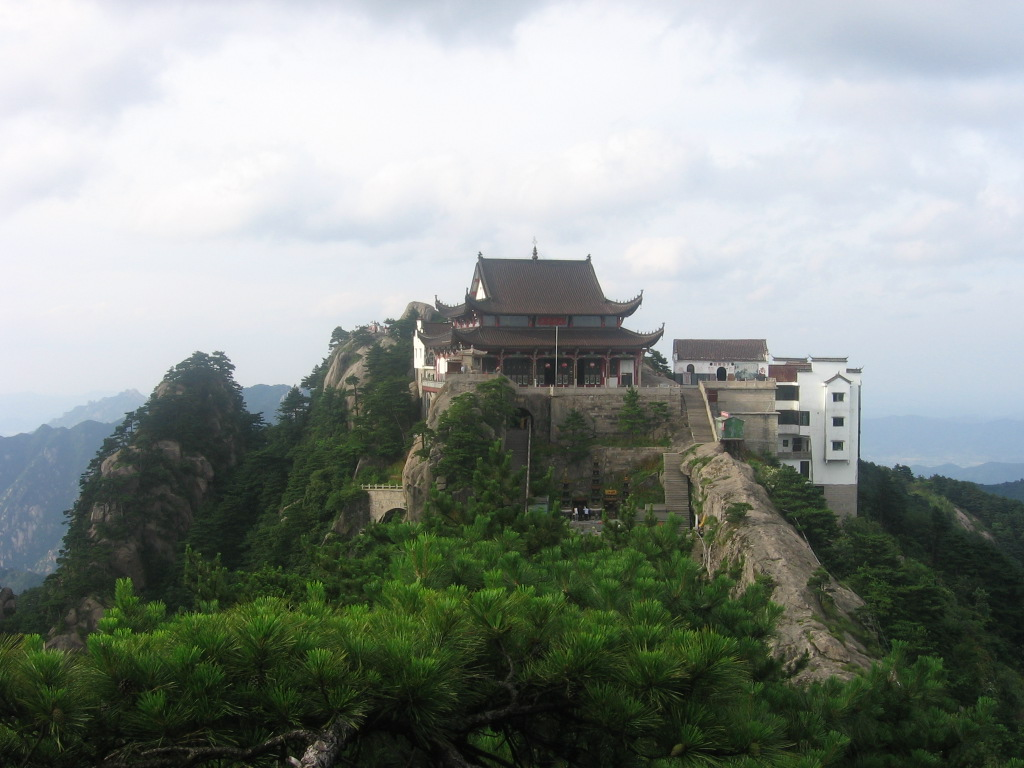
Higher Daxiong Baodian, located on Greater Tiantai peak
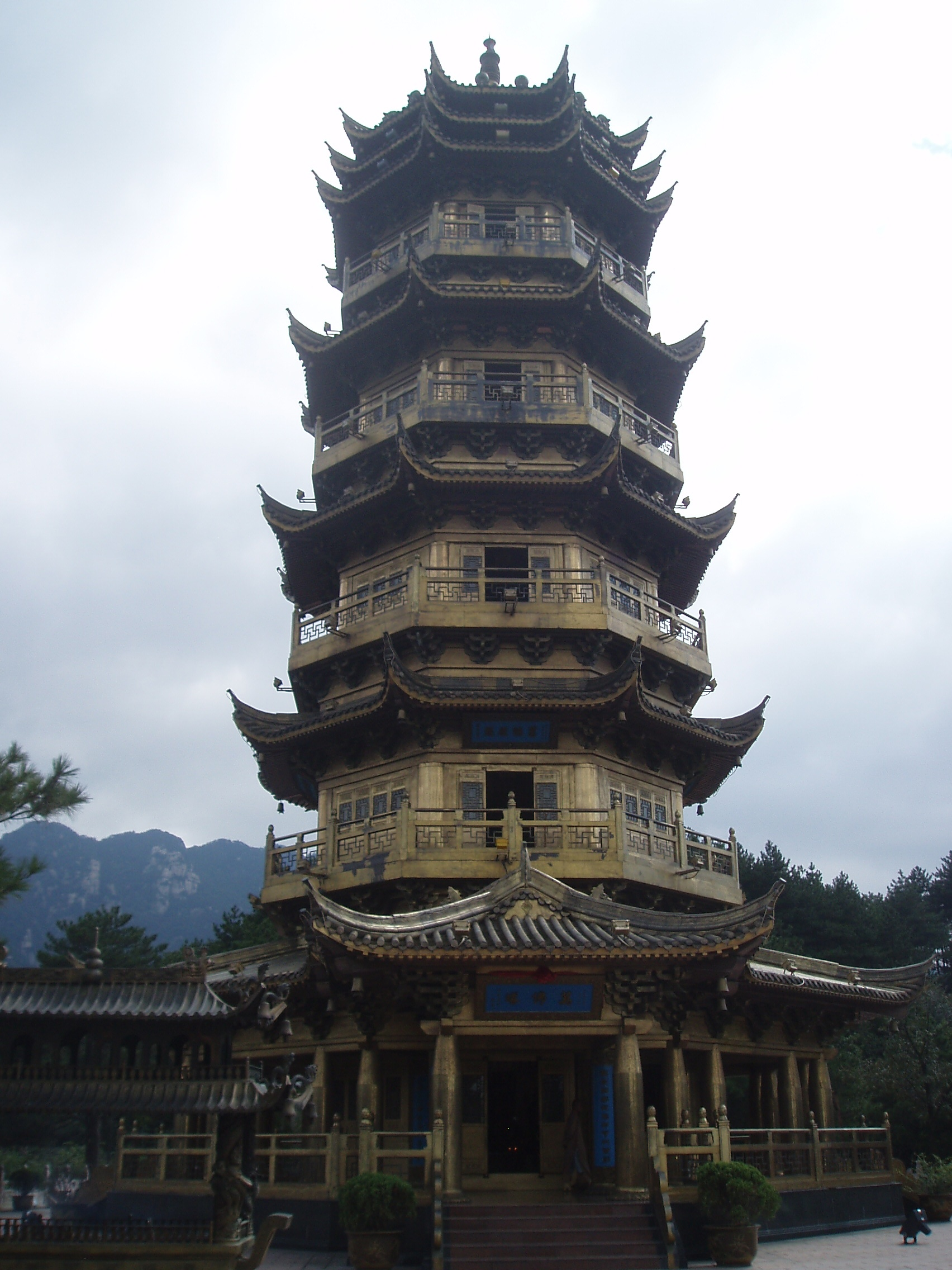
A Vanfo pagoda
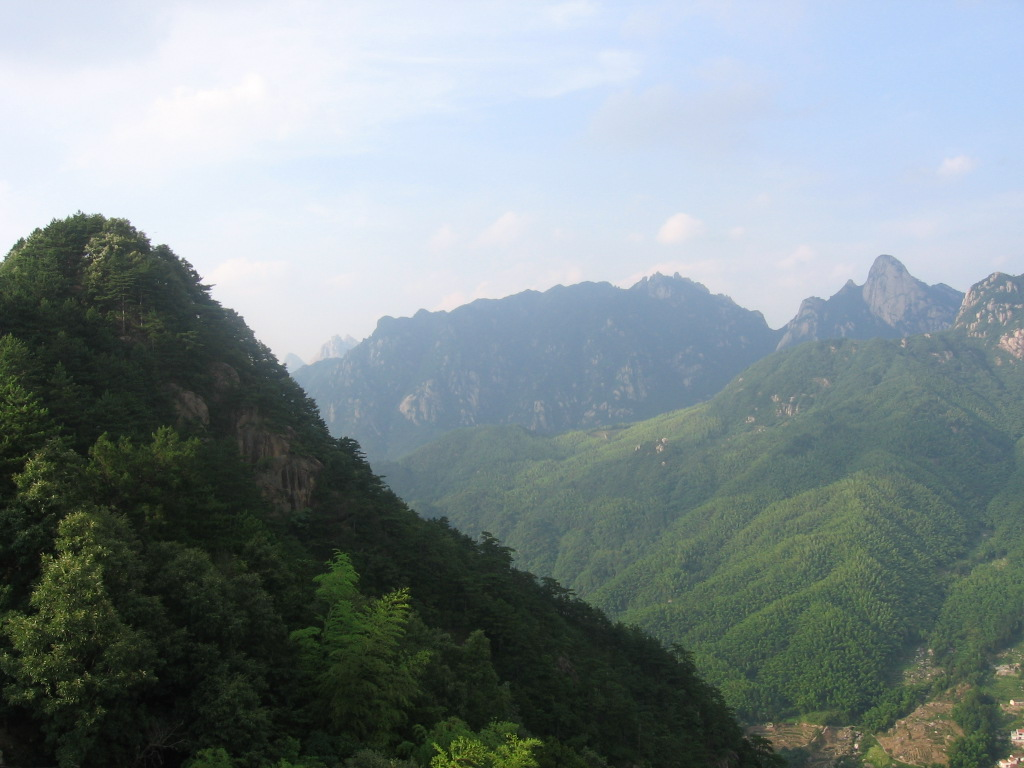
A Csiu-hua-hegy: több hegycsúcsa a Ti-cang tien templom felől
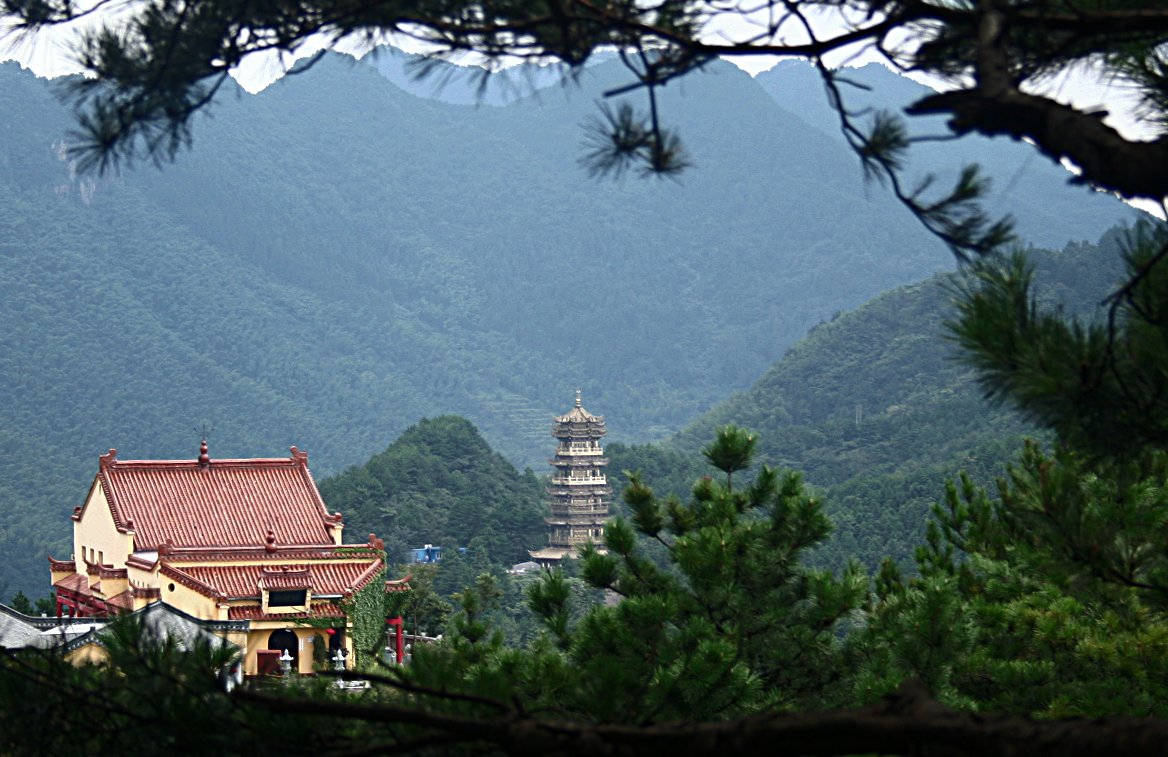
A hegy templomai